# Campamento de Rafah
El campamento de Rafah (en árabe: مخيم رفح or معسكر رفح‎: مخيم رفح o معسكر رفح) es uno de los ocho campamentos de refugiados palestinos en la Franja de Gaza.
Se encuentra en la Gobernación de Rafah, a lo largo de la frontera egipcio-palestina. El campamento fue creado en 1949 para acoger a 41.000 refugiados palestinos que huyeron de sus hogares ante el avance de las tropas israelíes durante la Nakba, y actualmente forma parte de la ciudad de Rafah. Llegó a ser el campamento de refugiados más grande de la Franja de Gaza en el momento de su creación; sin embargo, su población ha disminuido debido a la emigración hacia el campamento de Tall as-Sultán, una extensión del de Rafah creada para absorber a los refugiados que tuvieron que ser repatriados desde el Campamento Canadá.

## Demografía
Según UNRWA, el campamento tiene una población de unos 98.872 habitantes. Esta cifra incluye a Tall as-Sultán, a diferencia de la Oficina Central de Estadísticas Palestina, que calculó en 2006 que la población del campamento de Rafah era sólo de 59.983 habitantes, mientras que la de Tall as-Sultán era de 24.418. El de Rafah es el segundo campamento de refugiados más grande de Palestina. 

## Educación
El campamento de Rafah tiene 42 escuelas ubicadas en 25 edificios, de los que 17 se encuentra abiertos a doble turno, estando todas ellas gestionadas por UNRWA. La población escolar crece a un ritmo de 10.000 nuevos alumnos cada año, pero la prohibición israelí de importar materiales de construcción ha llevado a las escuelas de UNRWA a tener que impartir algunas de sus clases en los patios de las escuelas. De hecho, una de las escuelas del campamento de Rafah está hecha a partir de contenedores de barcos, con 15 aulas distintas formadas mediante la unión de dos contenedores a los que se les han abierto puertas y ventanas. Los 453 alumnos de esta escuela padecen especialmente los meses de calor y los de lluvia, cuando las condiciones climáticas dentro de las aulas son hacen extremadamente difícil el aprendizaje.

## Infraestructuras
Desde el comienzo de la Segunda Intifada, el campo de Rafah ha sufrido constantes demoliciones de casas por parte del ejército israelí, lo que ha dejado sin casa a miles de familias que han sido realojadas por UNRWA en otras zonas del campamento gracias al apoyo financiero saudí y japonés. Los cálculos de UNRWA fijan las cifras en 1.728 casas derribadas, 3.337 familias desalojadas y 17.362 personas reubicadas.
Según datos de UNRWA, el 90 por ciento del agua del campamento no es apta para el consumo humano.
En el campamento hay un centro de salud y un centro de distribución de comida gestionados por UNRWA.

## Economía
Antes del bloqueo israelí sobre la Franja de Gaza, la exportación de claveles era una de las mayores fuentes de ingresos para el campamento de Rafah. Sin embargo, desde que se estableció el bloqueo solo se permite que salgan unos pocos camiones de claveles al día. El bloqueo israelí también ha supuesto la práctica imposibilidad de importar materiales de construcción, lo que no ha evitado que en años recientes se haya experimentado un pequeño boom de la construcción gracias a los materiales traídos a través de túneles que conectan la Rafah palestina con la Rafah egipcia.

## Historia

### El Campamento Canadá
El Campamento Canadá se estableció tras la Guerra de los Seis Días en 1967, en la que Israel ocupó militarmente tanto la Franja de Gaza como la península del Sinaí (así como Jerusalén Oriental, Cisjordania y los Altos del Golán). Pese a numerosas resoluciones de la ONU instando al retorno a las fronteras anteriores a dicha guerra, la ocupación israelí de dichos territorios persiste a día de hoy. Justo después de la ocupación del campamento de Rafah, se creó el Campamento Canadá para cubrir la necesidad de realojar a unos 5.000 refugiados a los que el ejército israelí habían demolido sus casas para construir carreteras. El campamento recibió este nombre porque en la zona se había alojado un contingente de tropas canadienses tras la Guerra del Sinaí de 1956. Sin embargo, dado que el Campamento Canadá se encontraba en territorio egipcio, tras los acuerdos de Camp David de 1978 los refugiados que vivían en él quedaron del lado egipcio de la frontera, aunque un acuerdo egipcio-israelí estableció que deberían ser repatriados a la Franja de Gaza.

### Ocupación israelí

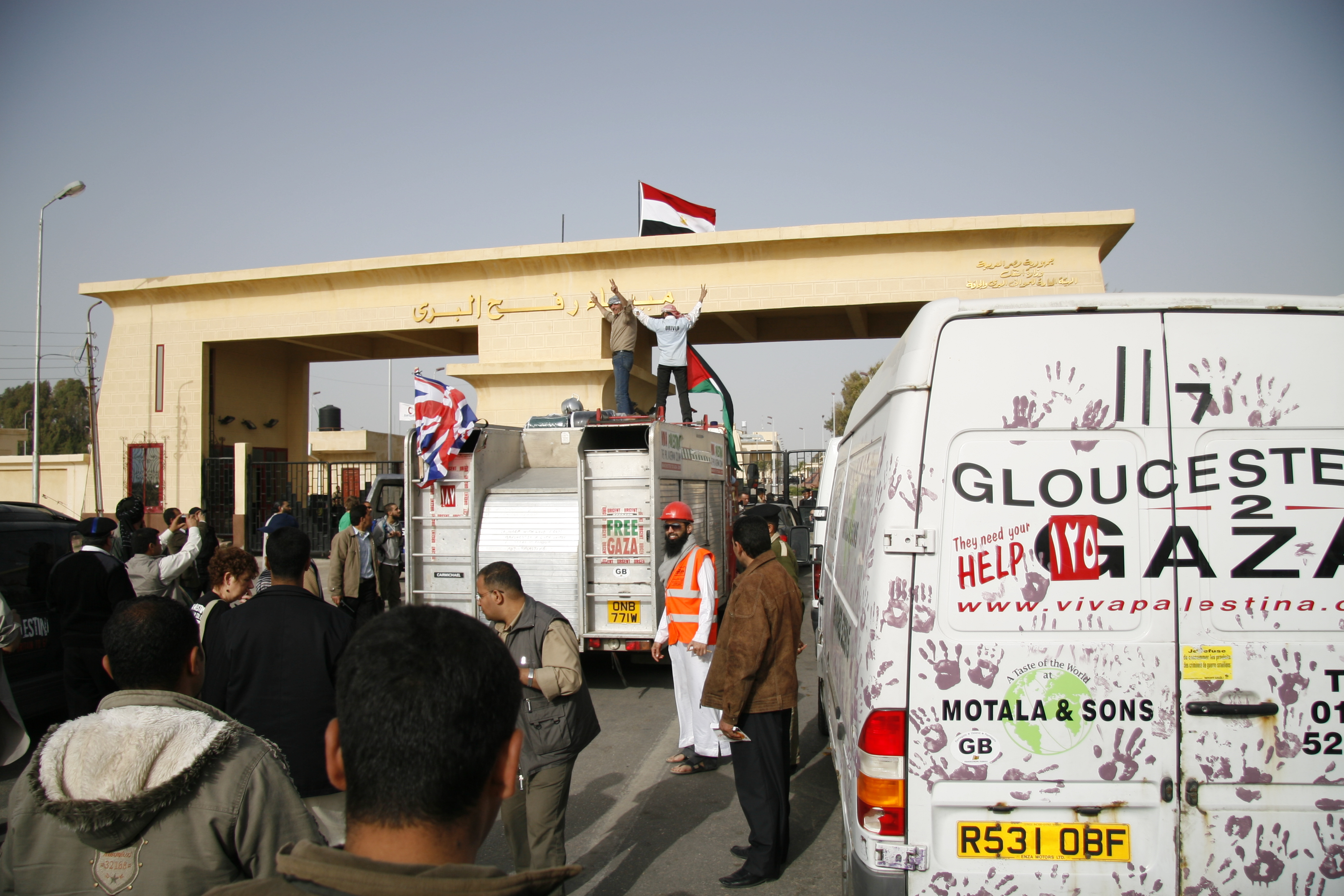
Paso fronterizo de Rafah

Husni Ibrahim Hasan al-Najjar, un residente del campamento de Rafah de 17 años, moría el 29 de octubre de 2000 a causa de un disparo del ejército israelí en la cabeza durante una manifestación. Otro adolescente palestino, Ibrahim Ahmad Hasan Othman, de 16 años, murió de un disparo israelí en el pecho el 20 de noviembre de este mismo año.
El 24 de enero de 2001, un joven palestino llamado Safwat Isam Mustafa Qishta, de 17 años, moría a causa de un bombardeo israelí cerca del asentamiento de Guish Katif. Un niño de 10 años, Bara Jalal Mahmoud al-Shaer, moría de un disparo israelí en la cabeza el 17 de abril de este mismo año. El 2 de mayo de 2001, excavadoras israelíes se adentraron en el campamento y destruyeron 13 casas y varios campos de cultivo, dejando a su paso 14 heridos y un joven de 17 años, Mahmoud Akel, muerto de un disparo en el pecho. El 9 de mayo de ese mismo año, una niña palestina de 3 meses y medio llamada Rim Ahmad y su madre, Aida Isa Ahmad, de 24 años, resultaron gravemente heridas por proyectiles de tanques israelíes en el campamento de Rafah. Aida Isa iba por la calle con su hija Rim en brazos cuando comenzó el ataque, sufriendo ella graves heridas en el pecho, mientras que la niña fue alcanzada en la cabeza. El 24 de mayo fue un adolescente de 15 años, Ala Adel Yousef al-Buji, quien murió por disparos del ejército israelí en el pecho cerca del asentamiento de Rafah Yam. El 23 de junio de 2001, cuatro tanques y dos excavadoras israelíes se adentraron en el campamento de Rafah y destruyeron 17 viviendas. Muhammad Subhi abu-Arrar, de 14 años, murió por el disparo de un francotirador israelí en el pecho cuando jugaba frente a su casa el 19 de agosto. El 9 de septiembre de este año, un niño palestino de 13 años, Ahmed Abu Libda, murió de un disparo en el pecho cuando se encontraba arrojando piedras a soldados israelíes que realizaban una incursión en el campamento de Rafah.
El 10 de enero de 2002, el ejército israelí destruyó entre 30 y 59 casas del campamento de Rafah en represalia por la muerte de 4 soldados israelíes acaecida poco antes. Sobre el oficial a cargo de esta acción, considerada un crimen de guerra por violar la Cuarta Convención de Ginebra, se emitió una orden de detención, pero al llegar al aeropuerto de Heathrow la policía británica declinó actuar y le permitió volver a Tel Aviv. El 22 de marzo moría el niño de 4 años Riham Hussam Mustafa abu-Taha de las heridas sufridas en la cabeza durante un bombardeo israelí. Salwa Khaled Dahaliz, de 10 años de edad, y Sumaya Najeh Abdul-Hadi al-Hasan, de tan solo 6 años, morían de disparos en la cabeza el 6 de abril de este mismo año. El 29 de abril de este mismo año, una breve incursión israelí en el campamento dejó dos palestinos heridos graves, uno de ellos un niño de 10 años con un disparo en la cara. El 29 de agosto moría Abdul-Hadi Anwar al-Hamaida, de 14 años, por las heridas sufridas en la cabeza durante un bombardeo israelí. El 10 de octubre de 2002, un niño de 12 años llamado Thaer Salah al-Hout y un joven de 18 murieron tras una incursión israelí en el campamento. También durante una incursión moría Iyad Nafez Husni abu-Taha, de 16 años, el 5 de noviembre de ese mismo año. Menos de una semana después moría el niño de 2 años Nafez Khaled Mashal por un disparo en el abdomen efectuado por tropas israelíes, y justo dos días después, el 13 de noviembre, moría otro niño de 2 años, Hamed Asad Hasan al-Masri, esta vez por las heridas recibidas en el pecho tras un bombardeo israelí.

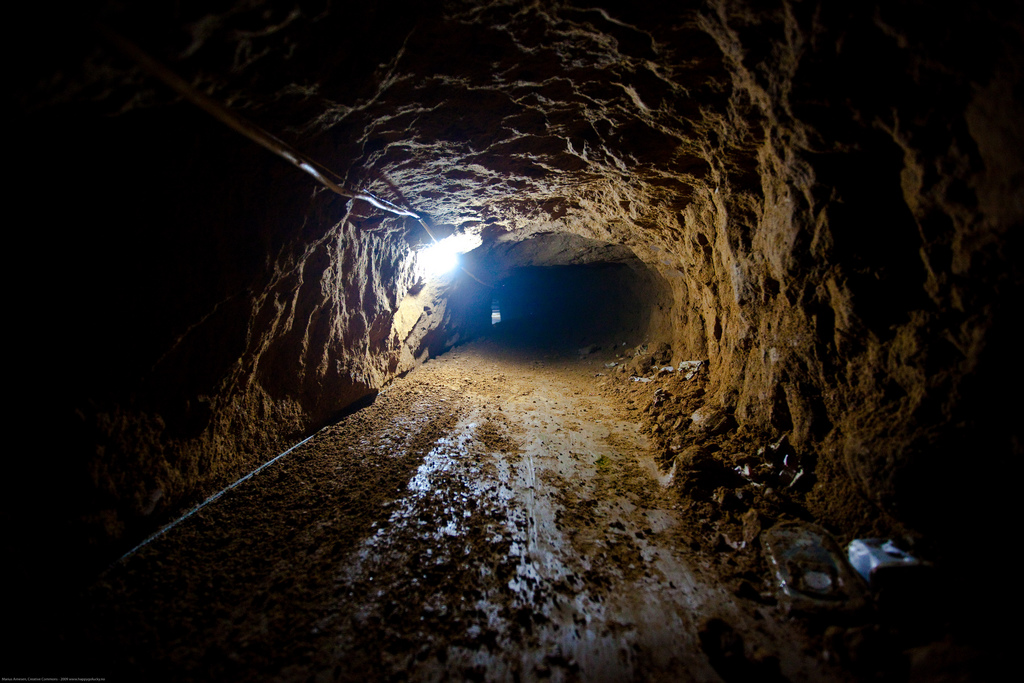
Túnel bajo la frontera egipcio-palestina.

El 26 de enero de 2003 moría el niño Ali Taleb Ghreiz, de 8 años, a causa de las heridas recibidas en la cabeza tras un bombardeo israelí. Mohammed Hamdan, de 16 años, murió en el campamento de Rafah en una operación del ejército israelí para encontrar túneles el 24 de septiembre de 2003. Otros 14 palestinos resultaron heridos en dicha acción. El 10 de octubre de 2003, siete palestinos del campamento de Rafah murieron tras una incursión del ejército israelí. Al menos 50 más resultaron heridos, diez de ellos de gravedad. Entre los muertos se contaron dos niños de 8 y 12 años, y otro niño de 9 resultó herido grave. Seis días después, el 16 de octubre de 2003, efectivos del ejército israelí mataban a Ualid Abdel Uahad, de 32 años, que trabajaba como miembro de las fuerzas de seguridad palestinas. Dos días después moría el joven de 17 años Husam Omer Saleh al-Moghayer por disparos israelíes en cabeza, cuello, pecho, espalda y piernas mientras se dirigía a la escuela. Al día siguiente moría Shadi Nabil Mahmoud abu-Alwan, también de 17 años, por disparos israelíes y por la caída de un muro durante la demolición de su vivienda. Al finalizar su operación en el campamento de Rafah, el ejército israelí dejó ocho muertos y más de 2.000 personas sin hogar, según fuentes de UNRWA, cuyo comisario, Peter Hansen, declaró que "este tipo de operaciones son injustificables ya que tiene por objetivo a civiles y la destrucción de sus casas". EL 26 de noviembre moría Hani Salem Rabayah, de tan solo 9 años, por disparos israelíes en su cabeza y cuello.
El 17 de marzo de 2004, cuatro civiles palestinos residentes en el campamento de Rafah murieron por impactos de misiles de helicópteros israelíes en sendas operaciones de represalia. En mayo de 2004, las tropas israelíes realizaron una operación de búsqueda y eliminación de túneles en el campamento de refugiados de Rafah que concluyó el día 24. El resultado fueron 43 palestinos muertos y 56 casas derribadas, según fuentes israelíes, a lo que fuentes palestinas añadieron más de dos mil desplazados, cien heridos y una escuela demolida. Entre los muertos se encontraban Muhammad Musa Masbah Mowafi y Fuad Khaled Abdallah abu-Hashem, ambos de 16 años, Un niño de 12 años, Walid Naji Said abu-Qamr, moría por el impacto de un misil israelí durante una manifestación pacífica junto al puesto militar de Tal Zorub. Una niña de tres años, Rawan Abu Zeid, moría por disparos del ejército israelí el 22 de mayo. El 5 de agosto de este mismo año, una niña de 13 años, Iman Suleiman Ibrahim Barhoum, moría de las heridas sufridas una semana antes por fuego israelí mientras se encontraba en su casa. El 14 de agosto, otro niño de 13 años, Saifaldeen Suleiman Miamat al-Barhoum, moría de las heridas sufridas en la cabeza por disparos israelíes cuando se encontraba en el tejado de su casa durante una incursión. Cinco días después, Ahmad Abdul-Fattah Ali al-Hams, de 17 años, moría de un disparo en el corazón mientras trataba de rescatar a su vecino de 13 años, también herido de un disparo. El 31 de agosto moría también Mazen Majed Muhammad al-Agha, con 15 años, por un disparo de un tanque israelí.
Nuran Iyad Deeb, una niña de 11 años del campamento de Rafah, moría el 31 de enero de 2005 por un disparo en la cabeza efectuado por un francotirador israelí cuando se disponía a entrar en la escuela de la ONU que le servía de refugio. El 9 de abril de ese mismo año, Khaled Fuad Shakr Ghannam (15 años), Ashraf Samir Ahmad Musa (15 años) y Hasan Ahmad Khalil abu-Zayd (16 años) morían por disparos israelíes en cuello, pecho y cabeza respectivamente mientras jugaban a fútbol cerca de la frontera con Egipto. El 27 de septiembre de 2006, Damaliz Ahmad Muhammad Hamad, de 14 años, moría por el impacto de un misil israelí en la casa de al lado. El 14 de diciembre de 2007 moría de un defecto en el corazón y de graves afecciones en la piel el bebé de 3 meses Hala Rohi Muhammad Zanoun, tras habérsele negado el acceso a Israel para ser atendido en un hospital con los recursos necesarios.
El 29 de diciembre de 2008, un misil israelí mataba en su casa del campamento de Rafah a tres hermanos de 4, 12 y 14 años, de nombre Sidqi, Ahmad y Mohammad Ziad Mahmoud al-Absi, respectivamente. El 18 de enero de 2009, Isa Muhammad Iyada Rimeliat, de 12 años, moría en el campamento de Rafah a manos del ejército israelí. El 18 de agosto de 2011, un niño de 2 años, Malek Khaled Hamad Shaat, moría por el impacto de un misil israelí en su casa. El ataque iba dirigido contra su padre, miembro de las brigagas Nasser Saladin de resistencia popular.
El 11 de julio de 2014, cinco miembros de la familia al-Ghannam morían en el campamento de Rafah al derrumbarse su casa tras el impacto de un misil de la aviación israelí. Ninguno de ellos (tres de ellas mujeres) participaba en los combates. Ese mismo día, Nur Marwan 'Abdallah a-Najdi, una niña de diez años, moría en su casa del campamento de Rafah por fuego de la aviación israelí. El 3 de agosto de 2014, un miembro de la rama militar de la Yihad Islámica originario del campamento de Rafah moría en por el impacto de disparos de un avión israelí en una casa del campamento de Jabalia. Con él murieron también cinco miembros de la familia Nijem (incluidos Raghad Muhammad Sa'di Nijem al-Masri, de 3 años, y 'Abd al-Karim Muhammad 'Awad Abu Nijem, de 92 años) y tres miembros de la familia que vivía en la casa de al lado.